# باتريكور يوهانسون
باتريكور يوهانسون (بالآيسلندية: Patrekur Jóhannesson) مواليد 7 يوليو 1972، هو لاعب كرة يد أيسلندي سابق. يدرب حاليا منتخب النمسا لكرة اليد وذلك منذ سنة 2011. شارك في دورة الألعاب الأولمبية الصيفية سنة 1992.

## سجل المنافسة
شارك في البطولات التالية:
- بطولة العالم لكرة اليد للرجال 2015
- بطولة أوروبا لكرة اليد للرجال 2014

## روابط خارجية
- باتريكور يوهانسون على موقع الاتحاد الأوروبي لكرة اليد (الإنجليزية)
- باتريكور يوهانسون على موقع اللجنة الأولمبية الدولية (الإنجليزية)
- باتريكور يوهانسون على موقع أوليمبيديا (الإنجليزية)